# (16358) Plesetsk
(16358) Plesetsk – planetoida z pasa głównego asteroid okrążająca Słońce w ciągu 4 lat i 157 dni w średniej odległości 2,69 j.a. Została odkryta 20 grudnia 1976 roku w Krymskim Obserwatorium Astrofizycznym w Naucznym na Półwyspie Krymskim przez Nikołaja Czernycha. Nazwa planetoidy pochodzi od Kosmodromu Plesieck, głównego kosmodromu Rosji. Przed nadaniem nazwy planetoida nosiła oznaczenie tymczasowe (16358) 1976 YN7.